# Авхимович, Николай Ефремович
Никола́й Ефре́мович Авхимо́вич (1 (14) января 1907, Борисов, Минская губерния, Российская империя — 12 сентября 1996, Минск Беларусь) — советский белорусский государственный и партийный деятель. Один из организаторов партизанского движения в Белоруссии в годы Великой Отечественной войны, председатель Совета министров Белорусской ССР (1956—1959).

## Биография
В 1922 году работал помощником шофёра военного автосанитарного отряда № 16 (Смоленск), в 1922—1923 годах — помощником шофёра военного автогрузотряда № 7 (Минск и Гомель).

### Образование
В 1933 окончил Высшую Коммунистическую сельскохозяйственную школу Белоруссии имени В. И. Ленина.
В 1948 окончил Высшую партийную школу при ЦК ВКП(б).

### Трудовая деятельность
- 1923—1924 гг. — ученик почтово-телеграфной конторы, Борисов,
- 1924—1926 гг. — чернорабочий лесопильного завода им. Р. Люксембург, Борисов,
- 1926—1930 гг. — заведующий агропромышленным отделом, секретарь Лепельского райкома комсомола, секретарь Лепельского райисполкома, уполномоченный и председатель районного профсоюзного бюро, заведующий орготделом райпотребобщества,
- 1933—1935 гг. — заместитель начальника политического отдела Пуховичской МТС, Минская область,
- 1935—1938 гг. — заместитель директора Копыльской МТС Минской области,
- 1938—1939 гг. — секретарь, первый секретарь Копыльского районного комитета КП(б) Беларуси,
- 1939—1940 гг. — секретарь, первый секретарь Августовского районного комитета КП(б) Беларуси,
- 1940—1947 гг. — секретарь ЦК КП(б) Беларуси по кадрам,
- 1948—1951 гг. — первый секретарь Гомельского областного комитета КП Беларуси,
- 1951—1953 гг. — первый секретарь Гродненского областного комитета КП Беларуси,
- 1953—1956 гг. — второй секретарь ЦК КП Беларуси,
- 1956—1959 гг. — председатель Совета Министров Белорусской ССР,
- 1959—1961 гг. — министр хлебопродуктов Белорусской ССР,
- 1961—1974 гг. — министр социального обеспечения Белорусской ССР.

С января 1974 г. персональный пенсионер союзного значения.
В 1974—1991 гг. — научный сотрудник Института истории Коммунистической партии при ЦК КП Беларуси.
Член ЦК КПСС (1956—1961). Депутат Верховного Совета СССР 2—5 созывов.

## Награды
- три ордена Ленина
- орден Красного Знамени
- два ордена Отечественной войны 1-й степени
- два ордена Трудового Красного Знамени
- орден "Знак Почёта"